# Zappa in New York
A Zappa in New York Frank Zappa 1976 decemberében a New York-i Palladiumban tartott koncertsorozaton rögzített koncertalbuma, a hivatalos diszkográfiában a 23.

## A lemez dalai
Minden darab Frank Zappa szerzeménye.

### A CD-kiadás
Első lemez
1. "Titties & Beer" – 7:36
2. "Cruisin' for Burgers" – 9:12
3. "I Promise Not to Come in Your Mouth" – 3:32
4. "Punky's Whips" – 10:51
5. "Honey, Don't You Want a Man Like Me?" – 4:12
6. "The Illinois Enema Bandit" – 12:41

Második lemez
1. "I'm the Slime" – 4:24
2. "Pound for a Brown" – 3:41
3. "Manx Needs Women" – 1:51
4. "The Black Page Drum Solo/Black Page #1" – 3:50
5. "Big Leg Emma" – 2:17
6. "Sofa" – 2:56
7. "Black Page #2" – 5:36
8. "The Torture Never Stops" – 12:35
9. "The Purple Lagoon/Approximate" – 16:40

### Az 1978-as dupla nagylemez
Első oldal
1. "Titties & Beer" – 5:39
2. "I Promise Not to Come in Your Mouth" – 2:50
3. "Big Leg Emma" – 2:17

Második oldal
1. "Sofa" – 3:15
2. "Manx Needs Women" – 1:40
3. "The Black Page Drum Solo/Black Page #1" – 4:06
4. "Black Page #2" – 5:31

Harmadik oldal
1. "Honey, Don't You Want a Man Like Me?" – 4:15
2. "The Illinois Enema Bandit" – 12:31

Negyedik oldal
1. "The Purple Lagoon" – 16:57

## Läther – a kiadás nehézségei
1976 elején Zappa és Herb Cohen menedzser viszonya pereskedéssel zárult. Zappa és Cohen cégének, a DiscReet Recordsnak a terjesztését a Warner Bros. intézte. Mikor Zappa kérte, hogy a DiscReet helyett közvetlenül a Warnerrel intézhesse az ügyeit, hogy így Cohentől függetlenedni tudjon, a Warner beleegyezett, így jelenhetett meg  a Zoot Allures 1976-ban. Ekkor viszont a szerződése még négy további lemezre kötelezte a  DiscReet és a Warner felé.
1977 elején Zappa állítása szerint átadta 4 önálló nagylemez mesterszalagját a Warnernek, ami alapján teljesítette a szerződéses kötelezettségét, és ez már szabad kezet adott neki a következő lemezek terjesztőinek kiválasztásában. A Zappa in New York volt az első átadott (dupla) lemez, Zappa által elfogadott borítóval és kísérőszöveggel, amit hamarosan követett a Studio Tan, a Sleep Dirt és az Orchestral Favorites, bár ez utóbbiaknak Zappa csak a szalagjait szállította le. Az anyagot kifogásolhatónak minősítve a Warner az átvételkor a szerződés szerinti négy album előállítási költségeit nem volt hajlandó kifizetni.
A Warner szerződésszegése miatt (és mert láthatólag nem sok hajlandóságot mutattak az anyagok megjelentetésére) Zappa 1977 második felében úgy döntött, hogy az adott helyzetben szabadon átszerkesztheti az anyagot egy négylemezes kiadvánnyá, aminek a Läther címet adta. A négylemezes doboz tehát a korábbi, az eredeti ötlemezes változatból született, és nem fordítva, mint azt sokan hiszik. Bár Gail Zappa is állítja, hogy "a Läther mindig is egy négylemezes kiadványként volt elképzelve", elfelejti azonban, hogy az ötlemezes változat minden felvétele 1971 és 1976 között készült, s egy évvel a Läther előtt már mindegyik kész is volt.
A hivatalos, 1996-ban írt történet ellenére semmi nem bizonyítja, hogy Zappa a Warnernek valaha is átadta a Läther szalagjait, a négylemezes doboz nem is elégítette volna ki a szerződés kívánalmait (hiszen csak egy kiadvány). Zappa mind a négy kérdéses nagylemezt maga állította össze, mindegyiknek határozott, önálló karaktere volt, a Lätherön ezek a karakterek viszont összekeveredtek, a dalok új zenei és párbeszédes részekkel kapcsolódtak össze. Az a feltételezés, hogy a négylemezes Lätherből született meg az öt különálló nagylemez, kicsit  olyan, mintha a rántottából próbálnánk meg újra nyers tojásokat előállítani.
Zappa végül lehetőséget kapott arra, hogy a Mercury-Phonogram terjesztésében megjelentesse a Läther-t a az új, Zappa Records címkével. A Warner ezért perrel fenyegette meg, ezzel megakadályozva a doboz kiadását, s közben úgy döntött, hogy 1978-ban és 1979-ben kiadja a három még visszatartott lemezt (Studio Tan, Sleep Dirt és Orchestral Favorites). Mivel Zappa csak a szalagokat adta át, ezért ezeken a kiadványokon a zenészek felsorolása is hibás, a borítókat pedig Zappa hozzájárulása nélkül készíttették el Gary Panterrel.
A Zappa in New Yorkból néhány kazetta és hanglemez megjelent azért 1977-ben az eredeti tartalommal, de nem sokkal ezután a Warner visszavonatta ezeket és a szerzővel való egyeztetés nélkül eltávolította róla a  "Punky's Whips" című dalt, emiatt a dupla lemez alig hatvan percesre rövidült. Az 1978. márciusi megjelenéskor a dalok sorrendjét is megváltoztatták.
Mikor 1982-ben lejárt Zappa és a Warner közti szerződés, a jogok visszaszálltak rá. Zappa 1991-ben újra kiadta a lemezt, ezúttal dupla CD-n, rajta nem csak a "Punky's Whips"-szel, de négy további számmal együtt (ezek: "Cruisin' for Burgers", "I'm the Slime", "Pound for a Brown", "The Torture Never Stops").

## A 76-os csapat, kibővítve
A zenekar magja a viszonylag szikárabb felállású 76 őszi csapat (lásd: Philly ’76), a Terry Bozzio és Patrick O’Hearn alkotta kiváló ritmusszekcióval, Ray White karakteres, bluesos énekével, és Eddie Jobson billentyű- és hegedűjátékával.
Az In New York lemez savát-borsát ugyanakkor a csapat kibővítése adta: csatlakozott hozzájuk a Saturday Night Live fúvósszekciója, köztük Lou Marini és Tom Malone, de a Brecker Brothers duó is. Régi ismerősként ismét felbukkant Ruth Underwood ütős, aki 1974 óta nem játszott Zappánál; a "Punky's Whips" és az "The Illinois Enema Bandit" narrátoraként pedig Don Pardo, neves rádió- s tévébemondó mutatkozott be, aki az I’m The Slime egy belső versszakát "énekelte" is.
(A koncertet megelőzte egy fellépés a Saturday Night Live műsorban ’76 novemberében, ahol ugyanez a felállás eljátszotta a "Peaches", a "Purple Lagoon" és az "I'm The Slime" című számokat, az utóbbiban ugyancsak Don Pardo közreműködésével.)
Ezen a lemezen játszik először (ha csak a stúdióutómunkálatokban is) Ed Mann ütős; a "stafétát" Ruth Underwood adja át neki, akitől még 77 tavaszán is segítséget tudott kérni problémás kérdésekben.

## A lemezről
A Zappa in New York-on jellemzően új dalok hallhatóak. A "Punky's Whips" meglehetősen komplex kompozíciójában Terry Bozzio dobos meséli (énekli/üvölti) el  a Punky Meadows, az Angel együttes gitárosa iránti vonzalmát. A "Titties and Beer" zenés játékában szintén Bozzióé az egyik főszerep: ő az ördög, akivel Zappa (a motoros vagány) megpróbál szövetségre lépni, hogy a csaját visszaszerezze. Tipikusan Zappai motívumként a legőrültebb dalok közé olyan zeneileg elképesztően összetett darabok kerültek, mint a "The Black Page" vagy a "Manx Needs Women", amelyek a legmesszebbmenőkig igénybe vették a zenészek képességeit. Még talán ezeken is túltesz az eredeti kiadáson egy teljes bakelitoldalt kitöltő "The Purple Lagoon", aminek amúgy is bonyolult ritmikájú fődallama mellett (azzal egyidőben) a csapat másik fele a szintén komplikált (a lemez megjelenésekor még kiadatlan) "Approximate"-et játssza. Az új számok mellett olyan régi klasszikusok is helyet kaptak a lemezen, mint a "Sofa" vagy a hatvanas éveket megidéző "Big Leg Emma".

## A zenészek
- Frank Zappa – karmester, szólógitár, ének
- Ray White – ritmusgitár, ének
- Eddie Jobson – billentyűs hangszerek, hegedű, vokál
- Patrick O'Hearn – basszusgitár, vokál
- Terry Bozzio – dobok, ének
- Ruth Underwood – ütőhangszerek, szintetizátorok és "emberileg lehetetlen stúdió-utómunkálatok"
- Don Pardo – narráció
- Dave Samuels – timpani, vibrafon
- Randy Brecker – trombita
- Mike Brecker – tenorszaxofon, fuvola
- Lou Marini – altszaxofon, fuvola
- Ronnie Cuber – baritonszaxofon, klarinét
- Tom Malone – harsona, trombita, pikoló
- John Bergamo – ütőhangszerek (stúdió)
- Ed Mann – ütőhangszerek (stúdió)
- Lou Anne Neill – osmotic harp overdub